# Заблоцкий, Сергей Викторович
Сергей Викторович Заблоцкий (род. 15 января 1982, Хабаровский край) — российский шахматист, гроссмейстер (2010).

## Биография
В 3 года вместе с родителями переехал в г. Минусинск Красноярского края.
В 4 года начал играть в шахматы. Первым тренером стал отец — Виктор Михайлович Заблоцкий, кмс по шахматам и чемпион Красноярска по классическим шахматам, тренер МБУДО ДЮСШ «Вертикаль» (г. Красноярск).
В 8 лет получил 1-й разряд, в 12 лет занял 3-е место на первенстве России в Санкт-Петербурге, получив право выступать от России на детской шахматной олимпиаде на Мальте. Получил кандидата в мастера спорта по шахматам в этом же году. Через 2 года, в 1996 году, на первенстве России в Волгограде занял 2 место.
В 2002 году, в возрасте 20 лет, занял 3 место на первенстве России по быстрым шахматам и разделил 4-6 места в турнире с классическим контролем.
В 2007 году получил звание международного мастера.
После окончания Технологического университета работал на кафедре физического воспитания. Написал кандидатскую диссертацию «Шахматы как инструмент воспитания личности», но не защитил её, взяв академический отпуск для спортивных достижений — звания гроссмейстера.
В 2008 году на этапе Кубка России, который проходил в Воронеже, он набрал третий гроссмейстерский балл. Но звание международного гроссмейстера ему присвоили только в 2010 году на конгрессе FIDE. Таким образом, он стал 6-м в истории красноярских шахмат и третьим мужчиной-гроссмейстером в Красноярском крае.
В 2016 году завоевал бронзовую медаль на чемпионате России по блицу среди мужских команд в составе команды «Дасмар».
В 2018 году принял участие в чемпионате мира по рапиду и блицу.
Последние успешные выступления:
Октябрь 2021 г. — дележ второго места на этапе Кубка России по рапиду «Северное Сияние».
Выступает главным судьёй соревнований краевого масштаба, в том числе среди школьников.

## Рейтинг
По состоянию на начало 2019 года имел следующий рейтинг:
- Классические шахматы: рейтинг — 2511, место — 122 из 102515.
- Быстрые шахматы: рейтинг — 2496, место — 134 из 89761.
- Блиц: рейтинг — 2455, место — 186 из 36340.

## Изменения рейтинга
| Графики недоступны из-за технических проблем. См. информацию на Фабрикаторе и на mediawiki.org. |